# 事林廣記
《事林廣記》，南宋末年福建崇安人陳元靚作，是一部日用百科全書類型的中國古代民間書籍，收藏有很多與當時民間生活有關的資料，並開拓了類書附載插圖的體例。淺顯易懂，因此成書後流傅廣泛。通過《事林廣記》“帝系”一欄中所列的“大元聖朝”一節，寫有“今上皇帝，中統五年(1264年)，至元萬萬年”一條可知：該書成書於元初，為元世祖忽必烈中統年間到至元年初期寫成。此書原本已經失傳，現存元朝、明朝時代和日本國刻本多種，都是經過增廣和刪改的。

## 內容
該書包括南宋生活百科和元代生活百科。
在元代百科中首先畫出元朝的疆域圖——“大元混一圖”，其中有元上都、元大都。接著又依次介紹元朝的郡邑、蒙古字體、八思巴文百家姓、元代的官制、元代的交鈔貨幣、元代的皇帝譜系等。然後於元代市井生活及市民生活常識進行較多介紹，并首創了生活類百科全書中使用插圖的先例。插圖包括元代的騎馬、射箭、拜會、車輛、旗幟、學校、先賢神聖、孔子、老子、昭烈武成王、宴會、建築、下棋、投壺、雙陸、打馬、踢球、幻術、唱歌等，成為研究元朝歷史和社會生活的第一手視覺資料。
書中以較大篇幅錄入了八思巴文寫成的《百家姓》，並專辟有“蒙古字體”作為說明。後來由於八思巴文不便於使用，元朝滅亡後便廢棄，因此這篇八思巴文的《百家姓》留下了實物。

## 1963年中華書局影印本

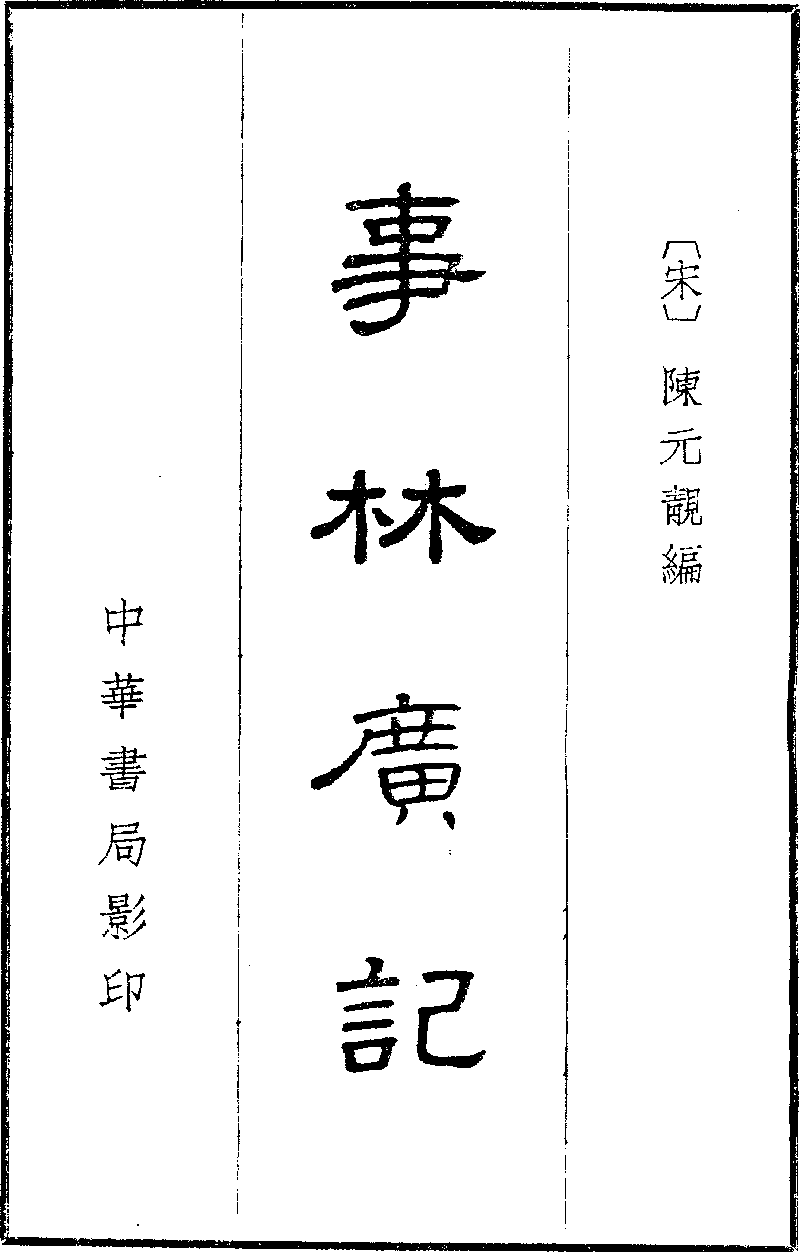
事林廣記中華書局本扉頁

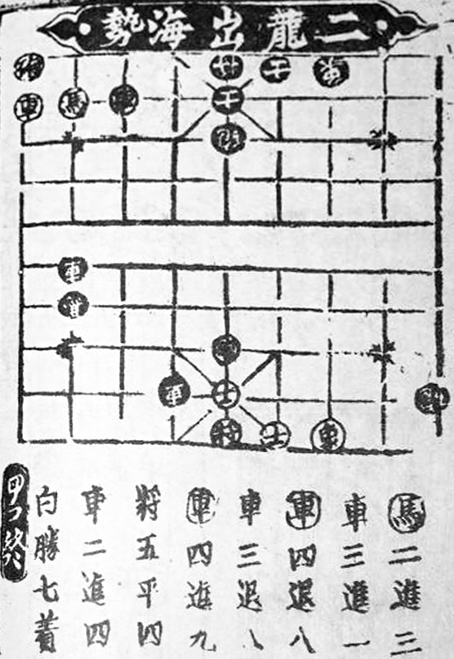
事林廣記中華書局本中的象棋排局

1963年，中華書局影印了元朝至順年間（1330年—1333年）建安椿莊書院刻本，為學術界經常引用。此影印本是根據抗戰前商務印書館以故宮博物院完藏本攝影所製的底版印刷發行，并加入了中國現代著名學者胡道靜先生所寫的《前言》。《前言》中對陳元靚的生平及其著作，對《事林廣記》的內涵、版本，均作了明確的分析論斷，成為研究《事林廣記》的權威之作。

## 其它刻本
此書在元代以後曾被多次修定翻刻，除1963年中華書局影印本之外其它比較通行的刻本有：
- 北京大學圖書館藏，元至元庚辰(1340年)鄭氏積誠堂刊本。
- 1990年上海古籍出版社影印《和刻本類書集成》所收的日本在元祿十二年(1699年)翻刻的元泰定增補本。
- 1998年10月再由中華書局影印出版。
- .   [2010-06-13]. （原始内容存档于2020-08-22） （中文（臺灣））. （页面存档备份，存于）